# Fridrich Vilém Hesensko-Kasselský
Fridrich Vilém Hesensko-Kasselský (26. listopadu 1820 – 14. října 1884) byl jediným synem Viléma Hesensko-Kasselského a Luisy Šarloty Dánské.

## Mládí a manželství
Fridrich Vilém se narodil v Kodani, ve třech letech se přestěhoval do Dánska a vyrůstal tam. Navštěvoval univerzitu v Bonnu a pak nastoupil vojenskou kariéru. V roce 1843 byl třetím v pořadí následnictví dánského trůnu, po královu synovi a bratrovi, princi Ferdinandovi.
28. ledna 1844 se Fridrich v Petrohradu oženil s Alexandrou Nikolajevnou Romanovovou. Fridrich původně přijel do Petrohradu jako budoucí ženich velkokněžny Olgy, ale hned první večer, který strávil s její rodinou, se zamiloval do její sestry Alexandry. Ačkoli byla Olga starší sestra a rovněž shledala Fridricha poutavým mladým mužem, ustoupila stranou ve prospěch své sestry, a dokonce pár doprovázela, když chtěli být spolu. Car a carevna nakonec dali povolení ke sňatku mezi Fridrichem a Alexandrou.
Alexandra krátce před svatbou onemocněla tuberkulózou, brzy následovalo komplikované těhotenství. Zůstali v Petrohradě, kde se její stav rapidně zhoršil. Porodní bolesti přišly předčasně, tři měsíce před určeným porodem, a tak se stalo, že Alexandra předčasně porodila syna Viléma. Dítě zemřelo krátce po porodu a Alexandra ho toho dne, 10. srpna 1844, následovala. Její rodiče byli zdrceni a jejich smutek trval až do konce jejich života. Byla pohřbena v pevnosti Petra a Pavla v Petrohradě. Syn byl pohřben v Rumpenheimu.
V roce 1849 nastoupil Fridrich na HMS (Her Majesty's Ships) Cleopatru trénovat jako námořní kadet. Cleopatra ho dovezla do Singapuru, kde přestoupil na HMS Maeander. Singapurské noviny ho mylně popsaly jako syna dánského krále.
26. května 1853 se Fridrich Vilém v Charlottenburgu v Berlíně oženil s Alexandřinou sestřenicí, princeznou Annou Pruskou. Přestože měl Fridrich s Annou šest dětí, nikdy si manželé nebyli citově blízcí. Spekulovalo se, že jedním z důvodů byl Fridrichův nepřekonaný žal ze smrti první manželky.

## Potomci
Jeho první manželkou byla Alexandra Nikolajevna Romanovová (1825–1844), dcera ruského cara Mikuláše I. Pavloviče a Šarloty Pruské. Předčasně mu porodila jednoho syna, který krátce po narození zemřel:
- Vilém (*/† 10. 8. 1844 Petrohrad)[2]

Jeho druhou manželkou byla princezna Anna Pruská, nejmladší dcera Karla Pruského a Marie Sasko-Výmarsko-Eisenašské. Měli spolu šest dětí:
- 1. Fridrich Vilém III. Hesenský (15. 10. 1854 Kodaň – 14. 10. 1888), titulární hesensko-kasselský lankrabě, svobodný a bezdětný[3]
- 2. Alžběta Hesensko-Kasselská (13. 6. 1861 Kodaň – 7. 6. 1955 Dessau)[4]
⚭ 1884 Leopold Anhaltský (18. 7. 1855 Dessau – 2. 2. 1886 Cannes), dědičný anhaltský princ[5]
- 3. Alexandr Fridrich Hesenský (25. 1. 1863 Kodaň – 26. 3. 1945 Fronhausen)[6]
⚭ 1925 baronka Gisela Stockhorner von Starheim (17. 1. 1884 Mannheim – 22. 6. 1965 Freiburg im Breisgau), [7] dvorní dáma bádenské velkovévodkyně Hildy[8]
- 4. Fridrich Karel Hesenský (1. 5. 1868 Panker – 28. 5. 1940 Kassel), finský král (říjen až prosinec 1918)[9]
⚭ 1893 Markéta Pruská (22. 4. 1872 Postupim – 22. 1. 1954 Kronberg im Taunus)[10]
- 5. Marie Polyxena Hesenská (29. 4. 1872 Panker – 16. 8. 1882 Kiel)[11]
- 6. Sibyla Markéta Hesenská (3. 6. 1877 Panker – 11. 2. 1953 Wiesbaden)[12]
⚭ 1898 baron Friedrich von Vincke (24. 7. 1867 Zeesen – 31. 12. 1925), morganatické manželství rozvedeno roku 1923[13]

## Hesenský kurfiřt
Když v roce 1875 zemřel sesazený hesenský kurfiřt Fridrich Vilém Hesenský, byli jeho synové vyloučeni z následnictví, protože byli z morganatického manželství. Proto se stal Fridrich Vilém Hesensko-Kasselský titulárním kurfiřtem.
Fridrich Vilém zemřel 14. října 1884 v Hamburku.

## Vývod z předků
|                                   |                                            |  |              |                                                                   |  |  |  |  |  |  |  | Vilém VIII. Hesensko-Kasselský |
|                                   |                                            |  |              |                                                                   |  |  |  |  |  |  |  |                                |
|                                   | Fridrich II. Hesensko-Kasselský            |  |              |                                                                   |  |  |  |  |  |  |  |                                |
|                                   |                                            |  |              |                                                                   |  |  |  |  |  |  |  |                                |
|                                   |                                            |  |              | Dorotea Vilemína Sasko-Zeitzská                                   |  |  |  |  |  |  |  |                                |
|                                   |                                            |  |              |                                                                   |  |  |  |  |  |  |  |                                |
|                                   | Fridrich Hesensko-Kasselský                |  |              |                                                                   |  |  |  |  |  |  |  |                                |
|                                   |                                            |  |              |                                                                   |  |  |  |  |  |  |  |                                |
|                                   |                                            |  |              | Jiří II.                                                          |  |  |  |  |  |  |  |                                |
|                                   |                                            |  |              |                                                                   |  |  |  |  |  |  |  |                                |
|                                   | Marie Hannoverská                          |  |              |                                                                   |  |  |  |  |  |  |  |                                |
|                                   |                                            |  |              |                                                                   |  |  |  |  |  |  |  |                                |
|                                   |                                            |  |              | Karolina z Ansbachu                                               |  |  |  |  |  |  |  |                                |
|                                   |                                            |  |              |                                                                   |  |  |  |  |  |  |  |                                |
|                                   | Vilém Hesensko-Kasselský                   |  |              |                                                                   |  |  |  |  |  |  |  |                                |
|                                   |                                            |  |              |                                                                   |  |  |  |  |  |  |  |                                |
|                                   |                                            |  |              | Karel Nasavsko-Usingenský                                         |  |  |  |  |  |  |  |                                |
|                                   |                                            |  |              |                                                                   |  |  |  |  |  |  |  |                                |
|                                   | Karel Vilém Nasavsko-Usingenský            |  |              |                                                                   |  |  |  |  |  |  |  |                                |
|                                   |                                            |  |              |                                                                   |  |  |  |  |  |  |  |                                |
|                                   |                                            |  |              | Kristiána Vilemína Sasko-Eisenašská                               |  |  |  |  |  |  |  |                                |
|                                   |                                            |  |              |                                                                   |  |  |  |  |  |  |  |                                |
|                                   | Karolina Nasavsko-Usingenská               |  |              |                                                                   |  |  |  |  |  |  |  |                                |
|                                   |                                            |  |              |                                                                   |  |  |  |  |  |  |  |                                |
|                                   |                                            |  |              | Karel Reinhard Leiningenso-Dachsbursko-Falkenbursko-Heidesheimský |  |  |  |  |  |  |  |                                |
|                                   |                                            |  |              |                                                                   |  |  |  |  |  |  |  |                                |
|                                   | Karolina Felizitas Leiningensko-Dagsburská |  |              |                                                                   |  |  |  |  |  |  |  |                                |
|                                   |                                            |  |              |                                                                   |  |  |  |  |  |  |  |                                |
|                                   |                                            |  |              | Kateřina Polyxena ze Solms-Rödelheim a Assenheim                  |  |  |  |  |  |  |  |                                |
|                                   |                                            |  |              |                                                                   |  |  |  |  |  |  |  |                                |
| Fridrich Vilém Hesensko-Kasselský |                                            |  |              |                                                                   |  |  |  |  |  |  |  |                                |
|                                   |                                            |  |              |                                                                   |  |  |  |  |  |  |  |                                |
|                                   |                                            |  | Kristián VI. |                                                                   |  |  |  |  |  |  |  |                                |
|                                   |                                            |  |              |                                                                   |  |  |  |  |  |  |  |                                |
|                                   | Frederik V.                                |  |              |                                                                   |  |  |  |  |  |  |  |                                |
|                                   |                                            |  |              |                                                                   |  |  |  |  |  |  |  |                                |
|                                   |                                            |  |              | Žofie Magdalena Braniborská                                       |  |  |  |  |  |  |  |                                |
|                                   |                                            |  |              |                                                                   |  |  |  |  |  |  |  |                                |
|                                   | Frederik Dánský                            |  |              |                                                                   |  |  |  |  |  |  |  |                                |
|                                   |                                            |  |              |                                                                   |  |  |  |  |  |  |  |                                |
|                                   |                                            |  |              | Ferdinand Albrecht II. Brunšvicko-Wolfenbüttelský                 |  |  |  |  |  |  |  |                                |
|                                   |                                            |  |              |                                                                   |  |  |  |  |  |  |  |                                |
|                                   | Juliana Marie Brunšvická                   |  |              |                                                                   |  |  |  |  |  |  |  |                                |
|                                   |                                            |  |              |                                                                   |  |  |  |  |  |  |  |                                |
|                                   |                                            |  |              | Antonie Amálie Brunšvicko-Wolfenbüttelská                         |  |  |  |  |  |  |  |                                |
|                                   |                                            |  |              |                                                                   |  |  |  |  |  |  |  |                                |
|                                   | Luisa Šarlota Dánská                       |  |              |                                                                   |  |  |  |  |  |  |  |                                |
|                                   |                                            |  |              |                                                                   |  |  |  |  |  |  |  |                                |
|                                   |                                            |  |              | Kristián Ludvík II. Meklenbursko-Zvěřínský                        |  |  |  |  |  |  |  |                                |
|                                   |                                            |  |              |                                                                   |  |  |  |  |  |  |  |                                |
|                                   | Ludvík Meklenbursko-Zvěřínský              |  |              |                                                                   |  |  |  |  |  |  |  |                                |
|                                   |                                            |  |              |                                                                   |  |  |  |  |  |  |  |                                |
|                                   |                                            |  |              | Gustava Karolina Meklenbursko-Střelická                           |  |  |  |  |  |  |  |                                |
|                                   |                                            |  |              |                                                                   |  |  |  |  |  |  |  |                                |
|                                   | Žofie Frederika Meklenbursko-Zvěřínská     |  |              |                                                                   |  |  |  |  |  |  |  |                                |
|                                   |                                            |  |              |                                                                   |  |  |  |  |  |  |  |                                |
|                                   |                                            |  |              | František Josias Sasko-Kobursko-Saalfeldský                       |  |  |  |  |  |  |  |                                |
|                                   |                                            |  |              |                                                                   |  |  |  |  |  |  |  |                                |
|                                   | Šarlota Žofie Sasko-Kobursko-Saalfeldská   |  |              |                                                                   |  |  |  |  |  |  |  |                                |
|                                   |                                            |  |              |                                                                   |  |  |  |  |  |  |  |                                |
|                                   |                                            |  |              | Anna Žofie Schwarzbursko-Rudolstadtská                            |  |  |  |  |  |  |  |                                |
|                                   |                                            |  |              |                                                                   |  |  |  |  |  |  |  |                                |